# غرفة الغلاية (أعمال)

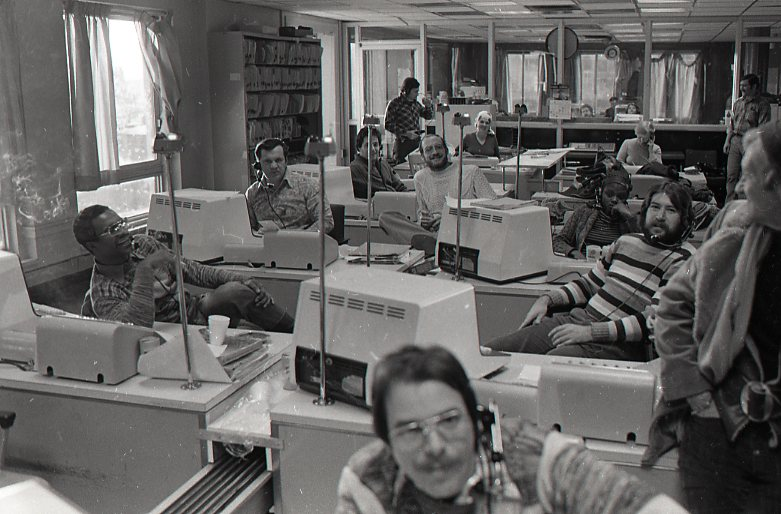
أوضاع غرفة الغلاية.

في مجال الأعمال التجارية، يشير مصطلح غرفة الغلاية (بالإنجليزية: Boiler Room)‏ إلى مركز اتصالات خارجي يبيع استثمارات مشكوك فيها عن طريق الهاتف. يشير عادةً إلى غرفة يعمل فيها الباعة باستخدام أساليب مبيعات غير عادلة وغير شريفة، أو في بعض الأحيان يقومون ببيع أسهم رخيصة، أو مواضع خاصة، أو ارتكاب عمليات احتيال مباشر في الأسهم. إن استخدام المعلومات المزيفة والمدعومة إلى جانب المعلومات التي تم التحقق منها والتي تم إصدارها من قبل الشركة يتم تبنيها في كثير من الأحيان. يحمل المصطلح دلالة سلبية، وغالباً ما يستخدم لتشمل تكتيكات المبيعات ذات الضغط العالي وأحياناً ظروف العمل السيئة.